# Miguel Palomar y Vizcarra
Miguel Palomar y Vizcarra (1880 - 1968) fue un notable abogado, orador y escritor mexicano, nacido en la ciudad de Guadalajara, además de fundador del Partido Católico Nacional de México en mayo de 1911, y miembro de la primera directiva nacional de dicho instituto.

## Vida profesional
Fue un brillante profesor de economía social en la Escuela Libre de Derecho de su ciudad natal, así como catedrático en el Liceo de Varones y en la Escuela Oficial de Derecho; llegó con el tiempo a ser magistrado suplente del Supremo Tribunal de Justicia de su estado y diputado local en 1912, cuando el Partido Católico Nacional ganó las elecciones para renovar el congreso y la gubernatura de su estado natal.
Ya desde 1903 se había dado a conocer en el Congreso Social de Puebla, con el sistema Raiffeisen de cajas rurales de préstamos y ahorros, que se proponía remediar la usura, todo ello como una propuesta impulsada por Palomar, que tuvo una notable acogida por parte de la sociedad civil.
Durante su estancia en el Congreso legislativo abogó por la admisión oficial de los estudios particulares y los realizados en los seminarios eclesiásticos y propuso la Ley del Bien de Familia, que tenía por objeto reconocer a la familia ciertos derechos y privilegios en relación con la propiedad en pequeña escala, es decir se buscaba que las posesiones familiares fuesen inembargables, inalienables e indivisibles; según el proyecto, el Bien de Familia debería consistir en una casa o fracción de la misma para morada del matrimonio o de la familia, con tierras adyacentes o próximas destinadas al cultivo; también podían comprenderse muebles, útiles profesionales y semovientes necesarios para la explotación de las tierras.

## Obras
- El caso ejemplar mexicano. JUS 1966
- El pensamiento cristero. s/ed 1945

## Enlaces
- Citado por Silva Herzog
- Archivo en su memoria

- Datos: Q6014911